# CEEOL
C.E.E.O.L. est l'acronyme anglais de la
Bibliothèque En ligne de l'Europe Centrale et de l'Est et qui désigne un système d'archivage pour des publications universitaires et scientifiques, la plupart des titres disponibles, au nombre de 1400 au début de 2017, provenant d'une trentaine de pays de cette région du monde. Les textes sont disponibles en intégralité et relèvent des sciences humaines. CEEOL est accessible aux établissements ayant souscrit un abonnement.
Son extension prévoit un service d'accès aux livres électroniques répondant aux mêmes paramètres.
Le logiciel a été développé par une société allemande basée à Francfort-sur-le-Main.
CEEOL vient combler un vide laissé par les archives américaines et rejoint les initiatives européennes comme NUMDAM ou Persée.